# Ben Adriaenssen
Ben Adriaenssen (27 januari 1989) is een Belgisch voormalig motorcrosser.

## Levensloop
Adriaenssen werd Belgisch kampioen zijspancross in 2013 en derde op het Nederlands kampioenschap in 2009. Tevens werd hij Wereldkampioen in 2013 en 2014 en eindigde hij op de derde plaats in het WK-eindklassement van 2012. Zijn bakkenisten waren de Nederlander Ben Van den Bogaart (2012-2015) en de Let Lauris Daiders.
Hij won zestien grand prix. In 2013 waren dit die van het Zwitserse Frauenfeld (1/04), het Tsjechische Kramolín (9/06), het Nederlande Varsseveld (16/06), het Belgische Genk (23/06), het Duitse Straßbessenbach (21/07), het Zwitserse Roggenburg (18/08) en het Franse Dardon Guegnon (8/09). In 2013 won hij in Franse Plomion (4/05), het Duitse Straßbessenbach (20/07), het Estse Kiviõli (3/08) en het Letse Kegums (10/08) In 2015 won hij de GP in het Zwitserse Frauenfeld (6/04) en in 2016 die in het Nederlandse Oss (10/04) en Valkenswaard (19/06), die in het Duitse Straßbessenbach, het Letse Stelpe en het Duitse Rudersberg.
In 2015 kwam hij zwaar ten val tijdens de WK-manche in het Duitse Schopfheim, alwaar hij drie breuken opliep in zijn voet. Eind 2016 zette Adriaenssen een punt achter zijn zijspancrosscarrière.

## Palmares
- Wereldkampioenschap: 2013 en 2014
- Wereldkampioenschap: 2012
- Belgisch kampioenschap: 2013
- Nederlands kampioenschap: 2009